# Equações regressivas de Kolmogorov (difusão)
As equações regressivas de Kolmogorov, ERK, (na literatura, citadas como KBE, de Kolmogorov backward equation) da difusão e seus adjuntos, algumas vezes conhecidas como a equação regressiva de Kolmogorov da difusão são equações diferenciais parciais (EDP) que surgem na teoria do tempo contínuo e estado contínuo dos processos Markov. Ambos foram publicados por Andrey Kolmogorov em 1931. Mais tarde percebeu-se que a equação progressiva já era conhecida em Física sob o nome de equação de Fokker–Planck; a ERK no outro sentido era nova.
Informalmente, a equação progressivas de Kolmogorov apontam  o seguinte problema. Temos informações sobre o estado x do sistema no tempo t, ou seja uma distribuição de probabilidade {\displaystyle p_{t}(x)}; queremos saber a distribuição de probabilidade do estado em um momento posterior {\displaystyle s>t}. O adjetivo 'progressivo' refere-se ao fato que {\displaystyle p_{t}(x)} serve como a condição inicial e as EDP são integradas progressivamente no tempo. No caso em que o estado inicial seja conhecido exatamente então {\displaystyle p_{t}(x)} é um função delta de Dirac centrada sobre esse estado.